# Peckham
Peckham – dzielnica południowego Londynu, część gminy Southwark, położona w odległości 5,6 km od centrum Londynu (Charing Cross). Wchodzi w skład okręgu wyborczego Camberwell i Peckham. Posiada kod pocztowy SE15. Pod względem ludności, Peckham jest dzielnicą wielokulturową, gdzie w 2001 ok. 55% mieszkańców było rasy czarnej lub mieszanej, a ok. 30% – białej.
Peckham jest dzielnicą o wysokiej przestępczości, na terenie której dochodzi do dużej ilości wykroczeń popełnianych przez miejscowe gangi. Uchodzi za jeden z najbardziej zdeprawowanych terenów na terenie Wielkiej Brytanii.

## Historia
Peckham jest wspomniane w Domesday Book (1086) jako "Pecheham". W XVI wieku miało opinię bogatej dzielnicy, a na początku XIX wieku uchodziło za "cichą okolicę otoczoną polami". W 1851 roku uruchomiono kurs omnibusu łączącego Peckham z centrum Londynu, a dokładnie z Hyde Parkiem. W 1865 otworzono stację kolejową Peckham Rye, a rok później – Queens Road Peckham. Wraz z napływem młodych, zamożnych ludzi, centralna ulica Rye Lane stała się popularnym miejscem handlowym. W 1894 roku oficjalnie otworzono park Peckham Rye.
W latach 60. XX wieku w północnej części Peckham zaczęto budować wielopiętrowe bloki w stylu brutalistycznym, w których najczęściej przydzielano mieszkańcom lokale socjalne. Wysokie bezrobocie i brak perspektyw doprowadziły do zaniedbania i podupadnięcia Peckham. Na znajdujących się tam osiedlach zaczęła kwitnąć przestępczość, często dochodziło do aktów wandalizmu, włamań, rabunków, a nawet zabójstw. Sytuację w niewielkim tylko stopniu poprawił program odnowy dzielnicy, przeprowadzony w latach 90. i na początku XXI wieku, na który wydano 290 milionów funtów. W jego ramach wyburzono część starych bloków socjalnych zastępując je nowymi mieszkaniami, wybudowano bibliotekę oraz wyremontowano część ulic.

## W kulturze
- Akcja powieści Ballada o Peckham Rye Muriel Spark z 1960 roku ma miejsce w Peckham[11].
- Na terenie Peckham rozgrywa się akcja serialu komediowego Tylko głupcy i konie (Only Fools and Horses, BBC, 1981–1991), choć kręcony był on poza tą dzielnicą, w dużej części poza Londynem[12].
- W Peckham nagrano część scen teledysków „London” Pet Shop Boys (2002), „Double Bubble Trouble” M.I.A. (2014) i „Trigger Bang” Lily Allen (2018)[13].

## Znane osoby
- Katy B, piosenkarka
- John Boyega, aktor
- Alfred Burke, aktor
- Anton Ferdinand, piłkarz
- Rio Ferdinand, piłkarz
- Alfred Hugh Harman, fotograf
- Boris Karloff, aktor
- Alan Lancaster, wokalista i basista zespołu Status Quo
- Harold James Ruthven Murray, historyk i matematyk
- Edward Newman, entomolog i botanik
- Alfred Saker, misjonarz

## Galeria

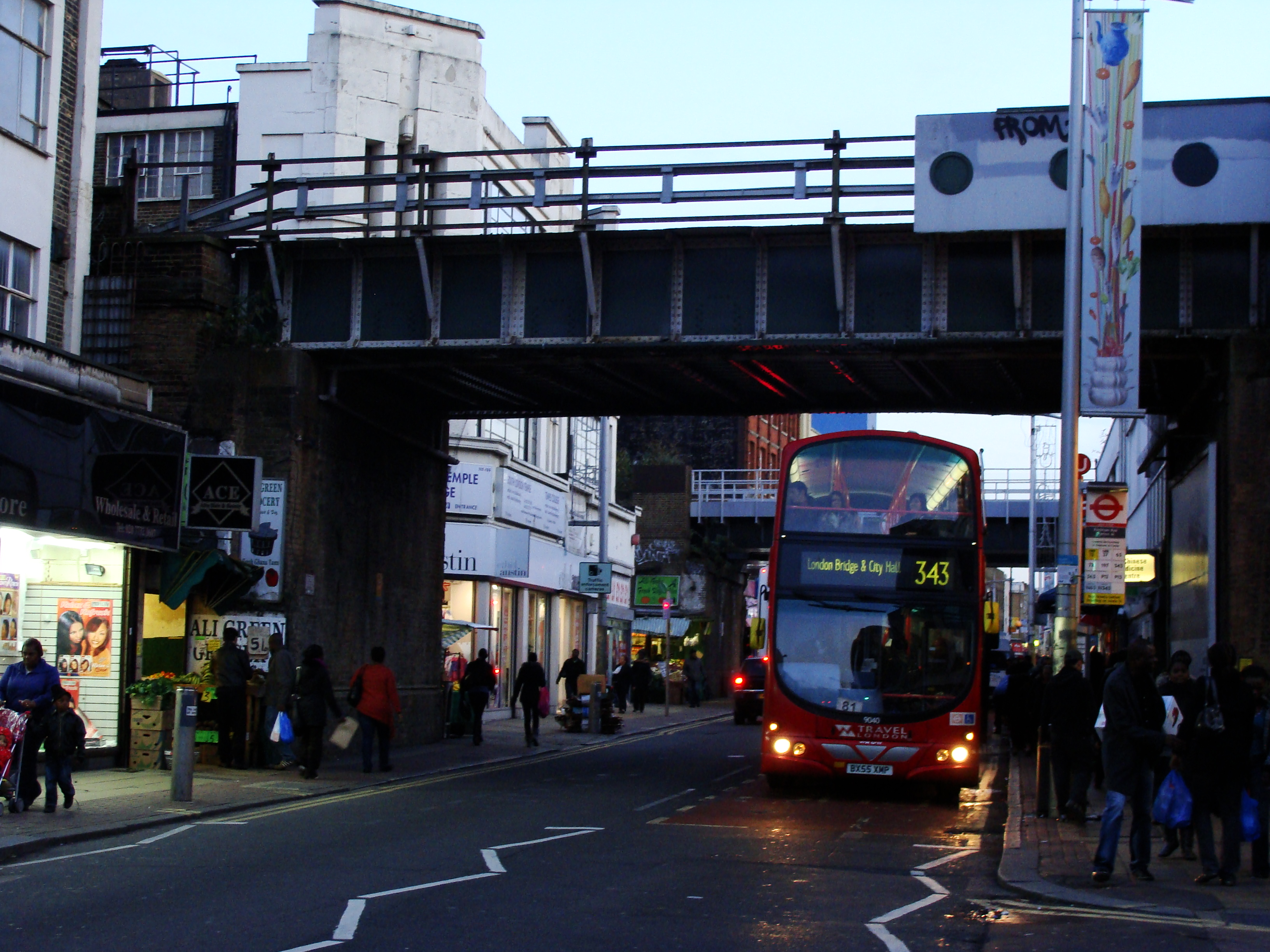
Rye Lane
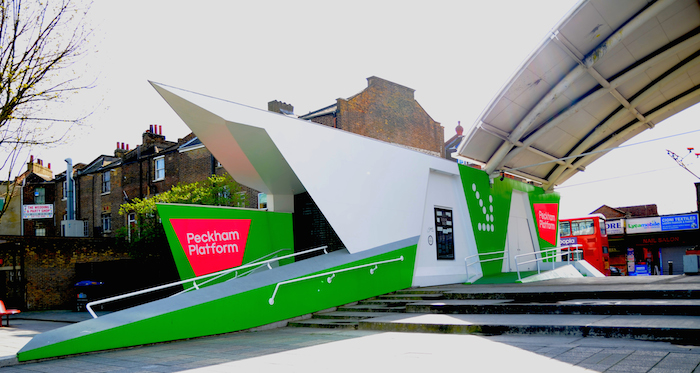
Galeria Peckham Platform
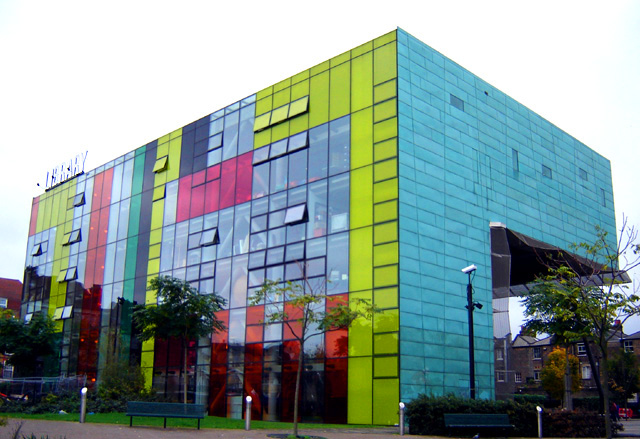
Lokalna biblioteka
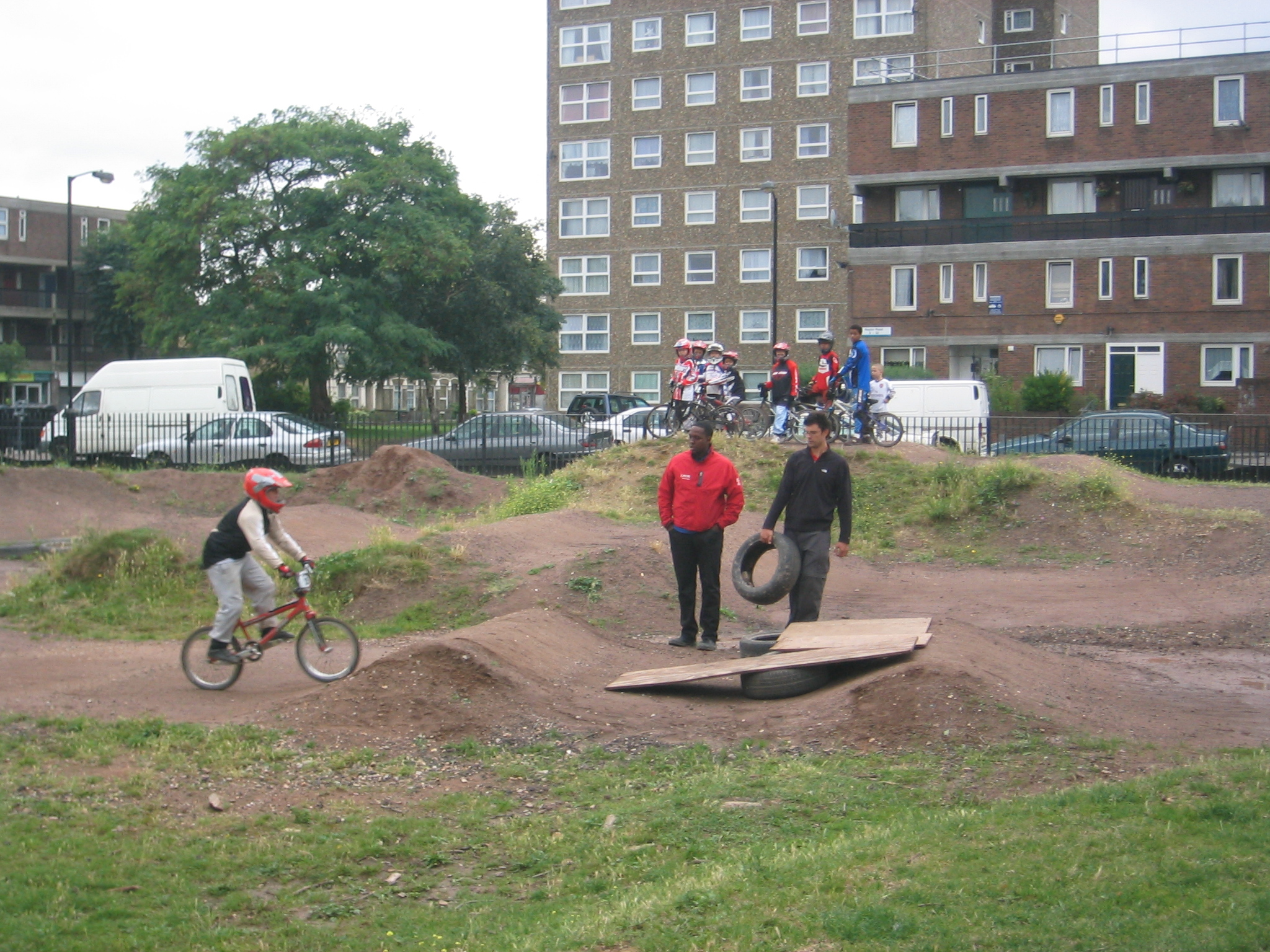
Bird in Bush Park